# Napake slovenskega pisanja
‎Napake slovenskega pisanja je prvo slovensko jezikoslovno-slovnično kritično delo knjižnega jezika, ki ga je napisal Fran Levstik leta 1858, ko je bil star 28 let. Spis je izhajal kot feljton v Kmetijskih in rokodelskih novicah. Hotel je, da se govori in piše enako, čist naj bi bil le kmetov govor, govor ljudsva, podeželja. Mesto nima čistega govora. Menil je, da je tisto, kar je v slovenščini enako kot v nemščini, slabo.
S svojim delom je pomembno vplival na tedanjo jezikovno prakso. Njegovo delo je predvsem pomembno na področju besedotvorja (zlasti zloženk).